# Amazonas de Venezuela
Amazonas de Venezuela es una organización de mujeres lesbianas venezolana. Fundada en 2001, es la primera organización de esta índole en el país y una de las pocas enfocadas en activismo específicamente lésbico junto con el Colectivo Feminista Josefa Camejo.

## Historia
Amazonas de Venezuela fue fundada en 2001, siendo la primera organización de esta índole en el país.La profesora y activista Quiteria Franco se unió a la organización en 2002.Junto con otras organizaciones con trabajo en derechos LGBT y sobre VIH, fue integrante de la Red GLBT que operó entre 2001 y 2003. Amazonas de Venezuela también integró la Red de Trabajo GLBT, constituida el 10 de marzo de 2004, junto con Alianza Lambda de Venezuela y las recién creadas Transvenus de Venezuela y Divas de Venezuela. La Red cesó sus operaciones en 2006, año en el que Amazonas de Venezuela publicó un comunicado dirigido a las organizaciones LGBT haciendo un nuevo llamado para trabajar como coalición.
Amazonas de Venezuela ha sido liderada por Jany Campos y Denis Orellana y ha creado la revista digital «Amazonas».